# Casa Amarela
La Casa Amarela és probablement l'edifici més antic de Maputo, capital de Moçambic. Actualment hi alberga el Museu Nacional da Moeda, administrat per la Universitat Eduardo Mondlane.
Construïda em 1787, fou de les primeres edificacions en pedra i cal on s'hi establí una feitoria de Lourenço Marques. Es creu que va servir de presó abans de la construcció de la fortalesa Nossa Senhora da Conceição. Quan la regió circumdant passà a ser governada per un Governador de Distrito, ja en la segona meitat del segle xix, aquest edifici es va convertir en la seva residència oficial i, més tard, encara albergaria la secretaria del el govern i la hisenda des de 1873 sota el governador José Rodrigues Coelho do Amaral.

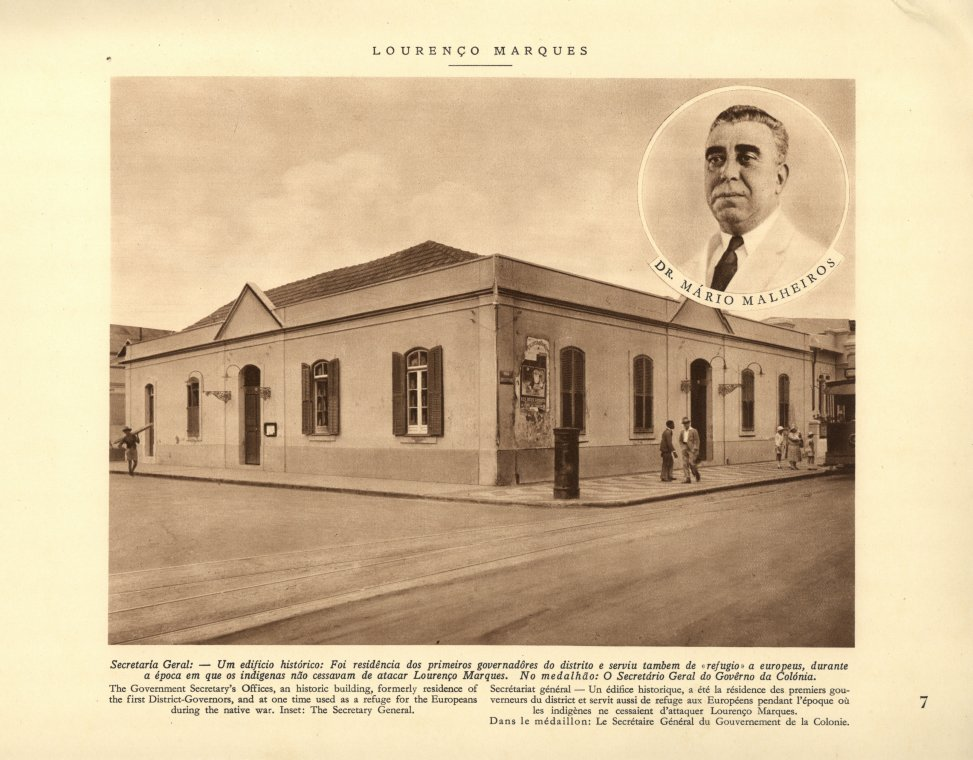
Casa Amarela als anys 1920

La Casa Amarela és un edifici d'una sola planta, en forma de L, amb un pati interior. No té sostre i té les parets exteriors, pintades d'ocre, esquinçades per grans finestres que arriben gairebé fins a terra.

## El Museu Nacional da Moeda
El Museu da Moeda de Moçambic té una col·lecció de material que retrata la història no només del país sinó també de la regió, des de fa segles. Aquí hi ha petxines o cauris i aspes de ferro que servien de moneda durant els imperis bantus de l'època, com el de Mwenemutapa. I també es pot veure l'avantpassat de l'actual moneda de Moçambic - el metical - que era un raquis de ploma d'ànec ple d'or.
A més d'aquestes "monedes" antigues, també hi ha lliures emeses pel Banco de Beira associat a la Companyia de Moçambic, els bitllets i monedes utilitzades durant el període colonial, es pot apreciar l'"evolució" (llegiu depreciació) de la moneda nacional i també col·leccions de monedes de diferents països d'arreu del món.